# Lupulina

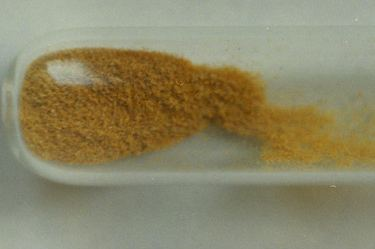
Mostra de lupulina

humulona,
un derivat de la lupulina

La lupulina és una substància groguenca produïda per les plantes femelles del llúpol (Humulus lupulus) i utilitzada en la fabricació de la cervesa per aromatitzar-la.
La lupulina és le principi actiu del llúpol i en el decurs de la fabricació de la cervesa es descompon en l'alfa-àcid humulona i el beta-àcid lupulona. En el procés de cocció la humulona es transforma en isohumulona, dos antibacterians de sabor amargant. El segon àcid, la lupulona, que també és un antibacterià, és a més un antioxidant. Aquestsd compostos contribueixen a la conservació de la cervesa.